# Virginia Gutiérrez de Pineda
Virginia Gutiérrez de Pineda, née le 4 novembre 1921 à Socorro et morte le 2 septembre 1999 à Bogota, est une anthropologue colombienne.

## Biographie
Née à El Socorro, Santander le 4 novembre 1921, elle étudie à l’Institut pédagogique national, à l’École normale supérieure et à l’Institut national d’ethnologie, où elle obtient son diplôme d’ethnologue en 1944. Entre 1953 et 1954 elle perfectionne ses études dans les départements d’Anthropologie et Géographie de l’Université de Berkeley. En 1962 obtient un doctorat en Sciences Sociales et Economiques décerné par l’Université pédagogique.
Au début de son activité professionnelle, elle travaille sur certains aspects des groupes autochtones de Motilonia, Chocó, et La Guajira, mais très rapidement, à l'encontre de l'idée selon laquelle les ethnologues ne peuvent étudier que les problèmes liés aux peuples autochtones, elle conduit son activité d'investigation en démêlant aspects culturels, aspects sociaux des maladies, médecine populaire et traditionnelle. Elle entreprend deux œuvres dont l'aboutissement sera séparé de vingt-cinq ans : La medicina popular en Colombia, razones de su arraigo (1961) et Medicina tradicional en Colombia: magia, religión y curanderismo. El triple legado (1986).
À la fin des années cinquante, elle se consacre à l'étude de la famille et de la culture en Colombie, en réalisant plusieurs études historiques et ethnographiques : elle publiera huit œuvres sur ce thème, notamment Familia y cultura en Colombia — Trasfondo histórico (1963, rééd. en 1997), puis Familia y Cultura en Colombia — Tipología, funciones y dinámica de la familia (1968, rééd. en 1975 et 1993), dans lesquels elle présente une caractérisation fine et étendue de la typologie et des structures familiales en Colombie, donnant ainsi une nouvelle dimension à l’aspect régional et apporte des éléments inédits pour comprendre l’évolution de la société colombienne au cours des deux derniers siècles.
Mariée depuis 1945 à l'ethnologue Roberto Pineda Giraldo, mère de quatre enfants (José Fernando, Edgar, Carlos Jaime et Darío Alonso), Virginia Gutiérrez de Pineda travaille depuis 1956 en tant que professeur à l'Université nationale de Colombie, ainsi que comme professeure et conférencière invitée dans d'autres universités du pays.
En 1960, elle participe avec d'autres intellectuels et professionnels de sociologie et de philosophie, dont Orlando Fals Borda, Eduardo Umaña Luna, María Cristina Salazar, Carlos Escalante, Darío Botero Uribe et Tomás Ducay, à la fondation de la première faculté de sociologie d'Amérique latine, à l'Université nationale de Colombie.
Virginia Gutierrez est distinguée en 1963 par la médaille du mérite Camilo Torres, en 1967, par le prix de la femme de l’année en Colombie, en 1983, par le prix de la Fondation Alejandro Angel Escobar et par la médaille d'or du mérite scientifique du Congrès interaméricain de la famille. En 1984, l'Université des Andes lui rend hommage à l'occasion de l'Année internationale de la famille.
Elle meurt à Bogota le 2 septembre 1999 à 78 ans, d'un arrêt cardiaque.
En 2015, la Banque de la République l'a choisie pour figurer sur le billet de 10 000 pesos, en l'honneur de tous ses mérites.

## Œuvres
- La organización social en la Guajira. Revista del etnológico nacional (Bogota) 2:1-257 (1950)
- Razones de un arraigo (1961)
- La familia en Colombia: estudio antropológico (1962)
- Familia y cultura en Colombia — Trasfondo histórico (1963)
- Familia y Cultura en Colombia — Tipología, funciones y dinámica de la familia (1968)
- La medicina popular en Colombia: razones de su arraigo (1964)
- Estructura, función y cambio de la familia en Colombia (1976)
- Causas culturales de la mortalidad infantil